# Ц
Ц هو أحد حروف الأبجدية السيريلية. هذا الحرف يشبه نموذجاً مربعا للحرف U ولدية تذييل في قعره. صوته يمثل بهذا النطق تس كما في «تستفعل».
هو الحرف الثالث والعشرون في الأبجدية الروسية، ويظن البعض أنه قد أتى من حروف عبرية تسادي (צ)، عربية صاد (ص)، عبر گلاگوليستا أي الحرف تسي ().